# Douglas C-74 Globemaster
Douglas C-74 Globemaster – amerykański samolot transportowy zaprojektowany w czasach II wojny światowej, który wszedł do służby już po jej zakończeniu.

## Historia
Prace studyjne nad samolotami zdolnymi do transportu żołnierzy i wyposażenia przez ocean rozpoczęto już dziesięć dni po japońskim ataku na Pearl Harbor. Amerykańscy stratedzy zdawali sobie sprawę, jak gigantycznym logistycznym wyzwaniem będą operacje prowadzone na olbrzymich obszarach Pacyfiku a w niedalekiej przyszłości i Europie. Obok transportu morskiego, zakładano również wykorzystanie samolotów transportowych, zdolnych do przewiezienia sprzętu na długich, transoceanicznych trasach. Inżynierowie Douglasa projekt nowej konstrukcji oparli o samolot Douglas DC-4, czterosilnikowy samolot pasażerski. Zakładano, że poza żołnierzami i ich osobistym wyposażeniem, nowa maszyna ma być zdolna do transportu artylerii, ciężarówek, czołgów i innych pojazdów znajdujących się na wyposażeniu United States Army. Już w 1942 roku gotowy był wstępny projekt oznaczony jako Model 415, który jednak po konsultacji z przedstawicielami United States Army Air Corps (USAAC) został nieco zmodyfikowany, poprzez zmniejszenie masy samolotu. Nowa maszyna otrzymała oznaczenie Model 415A a napędzana miała być czterema silnikami gwiazdowymi Wright R-3350 Duplex-Cyclone. W marcu 1943 roku siły powietrzne podpisały z wytwórnią list intencyjny dotyczący dalszych prac nad samolotem, który otrzymał oficjalne wojskowe oznaczenie C-74. Determinacja USAAC w chęci pozyskania tego typu maszyny była na tyle duża, że jeszcze przed dokonaniem jej oblotu, 25 czerwca 1942 roku siły powietrzne podpisały z wytwórnią kontrakt na budowę 50 egzemplarzy latających plus jeden do prób statycznych. W marcu 1943 roku w związku z opóźnieniami w dostawach silników R-3350 oraz wątpliwościami czy zapewni wystarczającą moc dla tak dużej konstrukcji jaką ma być C-74, podjęto decyzję aby samolot napędzany był silnikami Pratt & Whitney R-4360-27 Wasp Major. Zastosowanie jednostek Wasp Major wymusiło na inżynierach wzmocnienie całej konstrukcji, były to silniki większe i cięższe od R-3350 co zaowocowało całkowitym wzrostem masy samolotu. Największy priorytet miały jednak samoloty bojowe. W takiej sytuacji Douglas zmuszony był przenieść część personelu odpowiedzialną za prace nad projektem C-74 do innych projektów, głównie prac przy samolocie Douglas A-26 Invader. Pomimo to nie przerwano całkowicie prac nad projektem i budową pierwszych egzemplarzy C-74. Pierwszy prototyp samolotu (o numerze 42-65402) ukończono w lipcu 1945 roku a 5 września tego samego roku dokonano oblotu maszyny. W owym okresie był to największy samolot na świecie. 5 sierpnia 1946 roku katastrofie uległa druga z maszyn prototypowych (42-65403). Podczas badania zachowania się płatowca w locie nurkowym oderwaniu uległo skrzydło samolotu. Maszyna uległa całkowitemu zniszczeniu, ale załoga ocalała.

## Służba

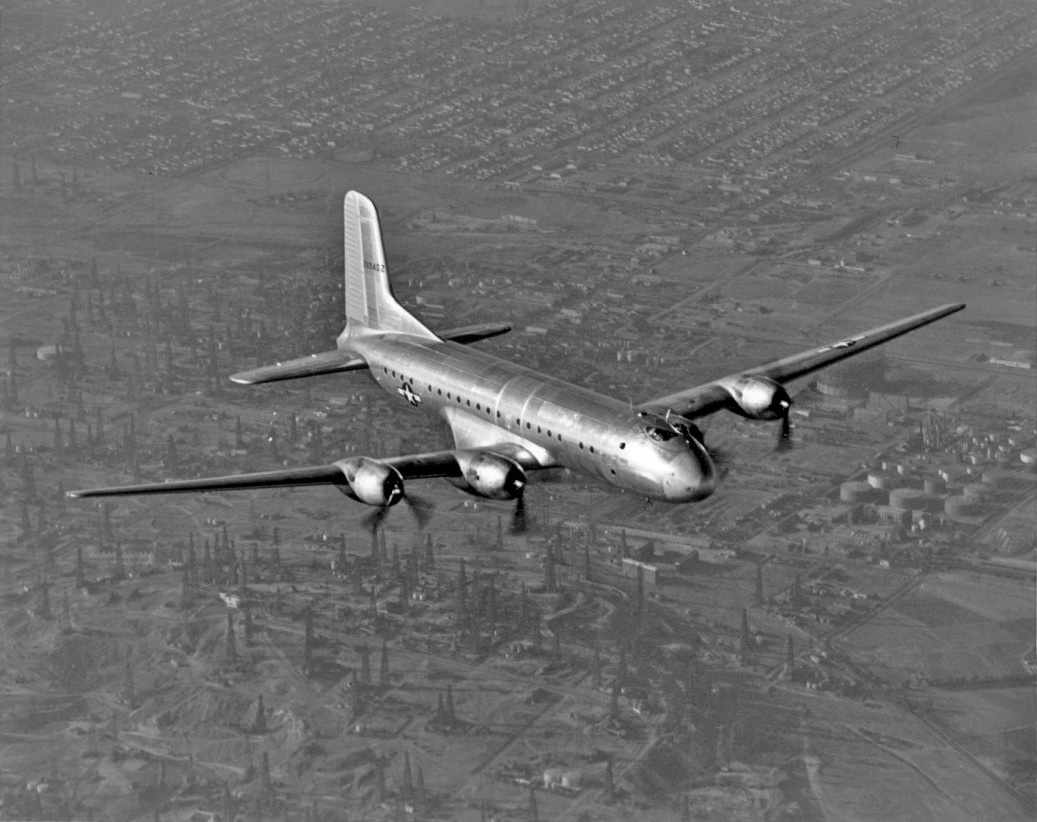
C-74 nad Long Beach

Po zakończeniu wojny siły powietrzne nie były już zainteresowane wprowadzaniem do służby dużej liczby nowych samolotów transportowych. Tym samym po wybudowaniu 14 egzemplarzy C-74, w styczniu 1946 roku USAAF odwołały swoje zamówienie na 50 samolotów. Douglas będąc świadom sytuacji, już w 1944 roku rozpoczął negocjacje z Pan American World Airways na temat wybudowania na bazie wojskowego C-74 pasażerskiej wersji cywilnej. Nowy samolot otrzymał oznaczenie DC-7. Miała być to maszyna luksusowo wyposażona w miejsca do spania, jadalnie i bar, zdolna do przewozu 108 pasażerów. Negocjacje zakończyły się w czerwcu 1945 roku złożeniem zamówienia na 26 maszyn cywilnych. Cała umowa oparta była na przeświadczeniu Douglasa o kontynuowaniu budowy wojskowych wersji C-74, zakończenie ich produkcji z powodu dalszego braku zainteresowania sił powietrznych drastycznie podniosło koszty budowy samolotów cywilnych, czego Pan Am nie zaakceptował i całe zamówienie anulował, a oznaczenie Douglas DC-7 przypadło w udziale zupełnie innej konstrukcji.
Z czternastu wybudowanych samolotów jeden przeznaczono do prób statycznych, jeden uległ rozbiciu, jeden posłużył do budowy samolotu C-124 a do służby weszło jedenaście maszyn. Pierwsze z nich weszły do służby we wrześniu 1946 roku. Ostatni egzemplarz przekazano użytkownikowi w 1947 roku. W tym samym roku, jesienią rozpoczęto wymianę dotychczasowych silników Wasp Major na jednostki Pratt & Whitney R-4360-49. Samoloty weszły w skład jednostki 554th Army Air Forces Base Unit, stacjonującej w Memphis, ale już w październiku tego samego roku jednostkę przebazowano do Palm Beach Air Force Base na Florydzie. Spowodowane było to tym, iż pasy startowe w Memphis nieprzystosowane było do obsługi tak dużych samolotów. W ramach jednostki przeprowadzano szkolenia w wykorzystaniu samolotu i jego obsłudze. W 1947 roku samoloty uzyskały gotowość operacyjną. Maszyny weszły w skład 2nd Air Transport Group i 3rd Air Transport Group stacjonujących w Palm Beach Air Force Base. W 1947 roku obie jednostki przeniesiono do Brookley Air Force Base w Mobile. 1 czerwca 1948 roku sformowano Military Air Transport Service. W jej skład weszły wszystkie C-74, które stały się częścią Atlantic Division. Samoloty wykonywały loty zaopatrzeniowe na trasach do Panamy, Wielkiej Brytanii, Północnej Afryki, Islandii, Stanach Zjednoczonych i na Hawaje. W maju 1949 roku lecąc do Wielkiej Brytanii, C-74 zabrał na pokład 75 pasażerów. W tym okresie była to największa liczba osób przewieziona jednorazowo przez Atlantyk na pokładzie samolotu. Rekord został pobity już w listopadzie tego samego roku, kiedy to również do Anglii, C-74 zabrał 103 pasażerów. Pojedynczy C-74 (o numerze 42-65414) został wykorzystany do dostarczania zaopatrzenia podczas blokady Berlina. Samolot od 17 sierpnia 1948 roku kiedy to po raz pierwszy wylądował w brytyjskiej bazie Royal Air Force Station Gatow, przez następne sześć tygodni wykonał 24 loty przewożąc ponad pół tysiąca ton zaopatrzenia. Podczas wojny koreańskiej C-74 latały na trasie pomiędzy bazą Hickam Air Force Base na Hawajach a kontynentalną częścią USA. Podczas lotu na Hawaje zabierały na swoje pokłady żołnierzy udających się na front, którzy z Hawajów już na pokładach statków i okrętów płynęli do Korei a wracając, rannych i powracających. Od lipca 1950 do stycznia 1951 roku samoloty przewiozły prawie 2 500 rannych oraz 60 ton zaopatrzenia. 1 listopada 1955 roku pierwszy C-74 a w marcu 1956 roku ostatni z używanych w siłach powietrznych samolotów został wycofany z aktywnej służby i zmagazynowany na terenie Davis-Monthan Air Force Base. Cztery samoloty sprzedano użytkownikom cywilnym a resztę zezłomowano w 1965 roku.

## Konstrukcja
C-74 był całkowicie metalowy, pięcioosobowym, wolnonośnym dolnopłatem napędzanym czterema silnikami gwiazdowymi Pratt & Whitney R-4360-49 z czterołopatowymi śmigłami. Podwozie chowane trójzespołowe z przednim podparciem. Przednia goleń chowana do wnęki w kadłubie, golenie podwozia głównego do wnęk w gondolach silnikowych. Skrzydło o niewielkim wzniosie i trapezowym obrysie. Usterzenie klasyczne, wolnonośne. Charakterystyczną cechą pierwszych egzemplarzy było rozdzielenie stanowisk pilotów, każde z nich chronione było oddzielną owiewką. Takie rozwiązanie zapewniało bardzo szeroki kąt widzenia z każdej z kabin aczkolwiek nie było lubiane przez załogi, na tyle iż obie, odseparowane od siebie stanowiska połączono w jedno, przykryte wspólną owiewką. Pod kadłubem samolotu, za krawędzią spływu skrzydła zamontowano windę towarową, którą można było transportować do wnętrza maszyny ładunki jak również niewielkie pojazdy. W tym celu na ziemie opuszczana była platforma, która następnie wciągana była hydraulicznie na pokład. Jej istnienie było również powodem protestu Związku Radzieckiego przeciw używaniu C-74 w moście powietrznym do Berlina. Samolot można było przystosować do roli bombowca a w miejsce platformy i zamykających ja od spodu drzwi umieścić komorę bombową.